# HMS Unbeaten (N93)
| «Анбітен»                                                                  | «Анбітен» | «Анбітен» |
| -------------------------------------------------------------------------- | --- | --- |
| HMS Unbeaten (N93)                                                         | | |
|                                                                            | | |
| Британський ПЧ «Анбітен», пришвартований у порту Мальти                    | | |
| Верф                                                                       | Vickers-Armstrongs, Барроу-ін-Фернесс | Vickers-Armstrongs, Барроу-ін-Фернесс |
| Під прапором                                                               | Велика Британія | Велика Британія |
| Належність                                                                 | Королівський ВМФ Великої Британії | Королівський ВМФ Великої Британії |
| Порт приписки                                                              | Гібралтар Валлетта Холі-Лох | Гібралтар Валлетта Холі-Лох |
| Замовлення                                                                 | 4 вересня 1939 | 4 вересня 1939 |
| Закладений                                                                 | 22 листопада 1939 | 22 листопада 1939 |
| Спуск на воду                                                              | 9 липня 1940 | 9 липня 1940 |
| Введений до складу флоту                                                   | 10 листопада 1940 | 10 листопада 1940 |
| На службі                                                                  | 1940—1942 | 1940—1942 |
| Загибель                                                                   | 11 листопада 1942 року помилково потоплений у Біскайській затоці британськими літаками «Веллінгтон» Берегового командування Королівських ПС | 11 листопада 1942 року помилково потоплений у Біскайській затоці британськими літаками «Веллінгтон» Берегового командування Королівських ПС |
| Сучасний статус                                                            | затонулий | затонулий |
| Бойовий досвід                                                             | Друга світова війна Битва за Атлантику Битва на Середземному морі * Середземноморська кампанія * Друга битва у затоці Сидра                 | Друга світова війна Битва за Атлантику Битва на Середземному морі * Середземноморська кампанія * Друга битва у затоці Сидра                 |
| Нагороди                                                                   | 3 бойових відзнаки | 3 бойових відзнаки |
| Проєкт                                                                     | | |
| Тип ПЧ                                                                     | малий торпедний ДПЧ | малий торпедний ДПЧ |
| Основні характеристики                                                     | | |
| Швидкість (надводна)                                                       | 11,25 вузлів (20,8 км/год) | 11,25 вузлів (20,8 км/год) |
| Швидкість (підводна)                                                       | 10 вузлів (18,6 км/год) (підводна) | 10 вузлів (18,6 км/год) (підводна) |
| Робоча глибина занурення                                                   | 100 м | 100 м |
| Гранична глибина занурення                                                 | 220 м | 220 м |
| Автономність плавання                                                      | 4 500 миль (8 300 км) на швидкості 11 вузлів (надводна) 70 миль (130 км) на швидкості 4 вузли (підводна)                                    | 4 500 миль (8 300 км) на швидкості 11 вузлів (надводна) 70 миль (130 км) на швидкості 4 вузли (підводна)                                    |
| Екіпаж                                                                     | 32 офіцери та матроси | 32 офіцери та матроси |
| Розміри                                                                    | | |
| Довжина найбільша (по КВЛ)                                                 | 58,22 м | 58,22 м |
| Ширина корпусу найб.                                                       | 4,9 м | 4,9 м |
| Середня осадка (по КВЛ)                                                    | 4,62 м | 4,62 м |
| Водотоннажність надводна                                                   | 540—630 т | 540—630 т |
| Силова установка                                                           | | |
| дизель-електрична; 2 × дизельних двигуни Paxman Ricardo 2 × електродвигуни | | |
| Гвинти                                                                     | 2 | 2 |
| Потужність                                                                 | 2 500 к.с. (дизель) 1 450 к.с. (електродвигун)                                                                                              | 2 500 к.с. (дизель) 1 450 к.с. (електродвигун)                                                                                              |
| Озброєння                                                                  | | |
| Артилерія                                                                  | 1 × 76-мм гармати QF 3-inch 20 cwt | 1 × 76-мм гармати QF 3-inch 20 cwt |
| Торпедно- мінне озброєння                                                  | 6 × 533-мм торпедних апаратів 8-10 торпед                                                                                                   | 6 × 533-мм торпедних апаратів 8-10 торпед                                                                                                   |

«Анбітен» (англ. HMS Unbeaten (N93) — британський дизель-електричний малий підводний човен типу «U», друга серія, що перебував у складі Королівського військово-морського флоту Великої Британії у роки Другої світової війни.

## Історія створення
«Анбітен» був закладений 22 листопада 1939 року на верфі компанії Vickers-Armstrongs у Барроу-ін-Фернессі. 9 липня 1940 року він був спущений на воду, а 10 листопада 1940 року увійшов до складу Королівського ВМФ Великої Британії.

## Історія служби
Підводний човен брав активну участь у бойових діях на морі в Другій світовій війні; бився на Середземному морі та біля берегів Франції, супроводжував союзні конвої. Загалом здійснив 16 бойових походів. За проявлену мужність та стійкість у боях удостоєний трьох бойових відзнак.
«Анбітен» більшу частину своєї кар'єри провів, діючи в Середземному морі, де британський човен потопив італійське вітрильне судно V 51/Alfa, французьке вішістське торговельне судно PLM 20, італійський підводний човен «Альберто Гульєльмотті» і німецький підводний човен U-374. 15 липня 1941 року екіпажем задеклароване затоплення двох вітрильних суден на маршруті Марса Цуаг, Лівія, але італійські джерела підтверджують пошкодження лише одного рибальського судна.
16 березня 1942 року «Анбітен» також завдав легких пошкоджень італійському торговельному судну «Веттора Пізані». Згодом він також безуспішно атакував італійське суховантажне судно «Сільвіо Скароні», італійський військовий транспорт Esperia та великий італійський військовий транспорт, який, як вважають, був або «Океанією», або «Нептунією».
Після переобладнання в Чатемі та подальшої модернізації «Анбітен» перейшов до 3-ї флотилії підводних човнів у Шотландії. Відпливши з Голі-Лох під час свого останнього патрулювання, «Анбітен» провів операцію «Блакитний камінь», висадивши агента в Іспанії поблизу Байони. Потім він завершив патрулювання в Біскайській затоці і вирушив до бази в Британії, після чого зв'язок з ним зник. Вважається, що 11 листопада 1942 року британський ПЧ, ймовірно, був помилково атакований та затоплений британським літаком «Веллінгтон» 172-ї ескадрильї Берегового командування Королівських ПС у Біскайській затоці. Човен загинув разом з усіма членами екіпажу.